# Adenomera lutzi
Adenomera lutzi is een kikker uit het geslacht Adenomera en de familie fluitkikkers (Leptodactylidae). De soort werd voor het eerst wetenschappelijk beschreven door William Ronald Heyer in 1975. Later werd de wetenschappelijke naam Leptodactylus (Lithodytes) lutzi gebruikt. De soortaanduiding lutzi is een eerbetoon aan Adolpho Lutz.
De kikker komt voor in delen van Zuid-Amerika en is endemisch in Guyana. De habitat bestaat uit laaglandbossen en met mos begroeide terreinen.